# Os Mutantes
Os Mutantes je brazilská hudební skupina. Založili ji v roce 1966 v São Paulu bratři Arnaldo a Sergio Dias Baptistovi, ve skupině začínala také později úspěšná sólová zpěvačka Rita Lee. Tvorba skupiny vycházela z brazilské lidové hudby, kterou originálním způsobem propojovala s vlivy psychedelického rocku. Os Mutantes patřili k hlavním představitelům kulturního proudu zvaného tropikalismus, který se pro svoji svobodomyslnost stal terčem represí ze strany brazilské vojenské diktatury, autor jejich písní Caetano Veloso byl v roce 1969 donucen odejít do exilu. Po řadě personálních změn skupina v roce 1978 ukončila činnost, od roku 2006 část členů spolu opět vystupuje. K obdivovatelům skupiny patřili David Byrne, Beck, Michael Balzary, Devendra Banhart nebo Kurt Cobain.

## Diskografie

Os Mutantes, 1969.

### Studiová alba
- 1968 – Os Mutantes
- 1969 – Mutantes
- 1970 – A Divina Comédia ou Ando Meio Desligado
- 1971 – Jardim Elétrico
- 1972 – Mutantes e Seus Cometas no País do Baurets
- 1974 – Tudo Foi Feito pelo Sol
- 1992 – O A e o Z
- 2000 – Tecnicolor
- 2009 – Haih or Amortecedor
- 2013 – Fool Metal Jack

### Koncertní alba
- 1976 – Mutantes Ao Vivo
- 2006 – Mutantes Ao Vivo - Barbican Theatre, Londres 2006